# Romeries
Romeries – miejscowość i gmina we Francji, w regionie Hauts-de-France, w departamencie Nord.
Według danych na rok 1990 gminę zamieszkiwało 385 osób, a gęstość zaludnienia wynosiła 64 osób/km² (wśród 1549 gmin regionu Nord-Pas-de-Calais Romeries plasuje się na 864. miejscu pod względem liczby ludności, natomiast pod względem powierzchni na miejscu 592.).